# 小赵遗址
小赵遗址，是位于中国安徽省合肥市肥东县桥头集镇小赵村的一个商周时期古遗址，1990年入选第二批肥东县文物保护单位。
小赵遗址面积约2万平方米，比周围高2米，采集到的文物有饰以绳纹和叶脉纹的泥质红陶和印纹硬陶片，以网坠、纺轮、鬲足和鼎足为主要器形。